# Geitoneura mjoebergi
Geitoneura mjoebergi is een vlinder uit de onderfamilie Satyrinae van de familie Nymphalidae. De wetenschappelijke naam van de soort is voor het eerst geldig gepubliceerd in 1920 door Per Olof Christopher Aurivillius.